# Panna Charlie
Panna Charlie (ang. A Woman) − amerykański film niemy z 1915 roku, w reżyserii Charliego Chaplina. 

## Obsada
- Charlie Chaplin – Gentleman/"Nora Nettlerash"
- Leo White – Leń w parku
- Billy Armstrong – Przyjaciel ojca
- Margie Reiger – Przyjaciółka ojca
- Marta Golden – Matka
- Charles Inslee – Ojciec
- Edna Purviance – Córka